# Urs Gredig
Urs Gredig (* 3. Juni 1970 in Davos) ist ein Schweizer Journalist und Fernsehmoderator.

## Leben
Gredig studierte Geschichte und Journalismus und schloss sein Studium 2000 an der Universität Freiburg ab. Danach arbeitete er als Journalist, zuerst als Redaktor beim Online-Portal sport.ch und von 2001 bis 2003 als Inforedaktor, Produzent und Moderator bei Radio 24. Von 2003 bis 2017 arbeitete er bei Schweizer Radio und Fernsehen (SRF). Nach seiner Tätigkeit als Redaktor in der Abteilung Unterhaltung, wechselte er 2004 in die Redaktion Tagesschau, wo er zunächst als Redaktor und Moderator der «Tagesschau Nacht» und von 2005 bis 2007 als Moderator der Mittags-, Abend- und Nachtausgabe wirkte. Von 2007 bis Ende April 2013 moderierte er die Hauptausgabe. Von Oktober 2013 bis Frühling 2017 war er Grossbritannien-Korrespondent des SRF, er folgte auf Peter Balzli. Nach seiner Rückkehr in die Schweiz moderierte er stellvertretend für den erkrankten Thomy Scherrer vorübergehend die Sendung Club.
Im September 2017 verliess er das SRF und trat eine neue Stelle als Chefredaktor bei CNN Money Switzerland an. Im Februar 2020 kehrte Gredig wieder zum SRF zurück und moderiert dort die wöchentliche Talkshow «Gredig direkt». Zudem verstärkt er das Moderationsteam von «10vor10» Mit «Gredig direkt» löste er die Talkshow «Schawinski» von Roger Schawinski ab, die eingestellt wurde.
Gredig ist verheiratet und hat zwei Kinder.